# Teorema de reciprocidad
Es un teorema muy usado en análisis de circuitos. El teorema de reciprocidad cuenta con dos enunciados que en términos generales nos dice:
| En cualquier red bilateral real pasiva, si la fuente de tensión simple Vx en la rama x produce la respuesta en corriente Iy en la rama y, entonces la eliminación de la fuente de tensión en la rama x y su inserción en la rama y produciría la respuesta en corriente Iy |

## Primer enunciado
Indica que si la excitación en la entrada de un circuito produce una corriente i a la salida, la misma excitación aplicada en la salida producirá la misma corriente i a la entrada del mismo circuito. Es decir el resultado es el mismo si se intercambia la excitación y la respuesta en un circuito. Así:

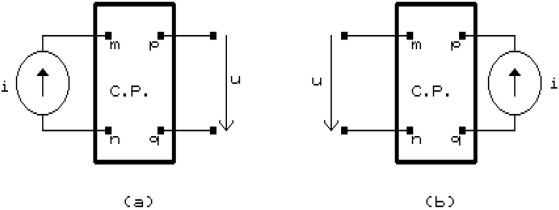
Representación del primer enunciado.

## Segundo enunciado
La intensidad i que circula por una rama de un circuito lineal y pasivo, cuando se intercala una fuente de tensión en otra rama, es la misma que circularía por esta última si la fuente de tensión se intercalase en la primera.

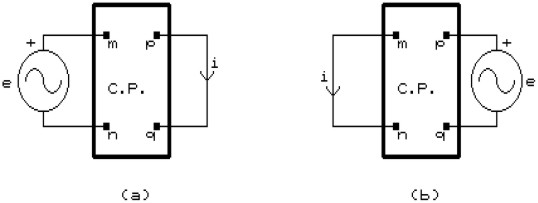
Representación del segundo enunciado.

## Ejemplo simple
En el siguiente circuito se tiene una fuente de tensión en corriente directa de 10 Voltios, entre 1 y 2, que alimenta una red de resistencias.

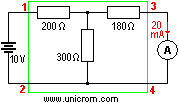
Circuito.

Si ahora se cambian de posición la fuente de tensión y el amperímetro, quedando la fuente de tensión entre 3 y 4, y el amperímetro entre 1 y 2, como se muestra en el siguiente diagrama:

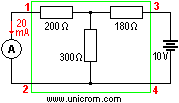
Circuitos.

Se observa que en el amperímetro se lee una corriente de 20 mA.
En conclusión se puede afirmar que: "El hecho de intercambiar la posición relativa de los puntos de inserción de la fuente y del amperímetro no modifica los valores medidos".
- Datos: Q9085978